# IC 4659
IC 4659 је ознака објекта на координатама са ректансцензијом 17h 34m 12,0s и деклинацијом - 17° 55" 42'. Каснијим посматрањима на том положају није уочен никакав астрономски објекат.